# Chiesa di San Lorenzo a Vigliano
La chiesa di San Lorenzo a Vigliano è un edificio sacro situato nel comune di Barberino Val d'Elsa, in provincia di Firenze, diocesi della medesima città.
È ubicata nei pressi della cappella di San Michele a Semifonte, lungo la strada che unisce Petrognano con Marcialla.

## Storia
Si hanno notizie di questa chiesa fin dal 998 quando la chiesa viene citata nell'atto di donazione in favore della Abbazia di Marturi fatto dal marchese Ugo II di Toscana. Successivamente la chiesa viene nominata in alcuni documenti del XII secolo. Il 7 aprile 1202 i suoi uomini facevano parte del comune di Semifonte e perciò furono costretti a giurare fedeltà al comune di Firenze. Il 18 agosto 1260 la chiesa era priva del rettore visto che furono i massari Ciali Talenti, Bonaiuto Rinieri e Diotiguardi Bondi a impegnarsi a versare la incredibile quantità di 78 staia di grano per il mantenimento dell'esercito fiorentino.
Dopo la Battaglia di Montaperti, il territorio della parrocchia fu devastato dai ghibellini e ciò portò la chiesa a passare anni di ristrettezze economiche tanto che nel 1281 i suoi parrocchiani furono costretti ad accendere un mutuo.
Nelle decime della fine del XIII secolo viene chiamata Ecclesia S.(ancti) Laurentii de Villiano e tra il 1276 e il 1303 pagò annualmente solo 4 lire. In seguito risulta che il vescovo di Firenze avesse dei possedimenti nel suo territorio. Nonostante la crisi economica, Vigliano era un centro di una notevole importanza visti che nel 1319 risulta presente un notaio, ser Lotteringo, che rogava i suoi atti qui.
Nel corso del XIV secolo la chiesa fu beneficiata da diversi lasciti testamentari: l'8 marzo 1364 tale Donna Piera donò una somma per far realizzare una tavola pittorica per l'altare e il 15 ottobre 1376 Lotteringo di Jacopo Lotteringi lasciò una somma per far costruire una cappella, peraltro poi mai costruita.
Nel XV secolo venne costruito il vicino oratorio della Compagnia, arricchito nel 1462 da uno stemma nobiliare in pietra sulla facciata, e per volontà di Mariotto di Luca Lupi fu fondata la cappella dell'Annunziata alla quale venne concessa una rendita sufficiente a mantenere un rettore.
Nel 1910 fu costruito il campanile ed è stata ampliata e restaurata nel 1928 dall'architetto Severino Crott. Nel 1986 la chiesa è stata unita alla parrocchia di Marcialla.

## Descrizione
La chiesa, nonostante che nel corso dei secoli sia stata più volte rimaneggiata, mantiene una tipologia romanica. Sono presenti elementi del X-XII secolo;
La chiesa ha un impianto ad aula unica, coperta a tetto e conclusa con una scarsella ma originariamente doveva essere conclusa con un'abside. Del complesso parrocchiale fanno parte anche un oratorio addossato al fianco settentrionale, la canonica posta sul fianco meridionale e il campanile in mattoni di epoca moderna.
La facciata è a capanna e presenta un portale con architrave e lunetta frutto del rifacimento novecentesco e arco a tutto sesto estradossato originale di epoca romanica. L'occhio sovrastante è anch'esso frutto di restauro.
L'interno è coperto a capriate lignee a vita è mostra un paramento murario pseudoisodomo. Al vano della scarsella si accede da un arco trionfale in mattoni con ghiera a listello e sormontato da una feritoia a croce.